# Thronar
Thronar — фолк-метал-группа из Нидерландов, образованная в 1998 году, изначально под названием Cerberus. 

## Характеристики
Название
«Тронар — это крепость в созданном нами фантастическом мире. Эта крепость ни разу не была завоевана, но видела множество сражений. Этот фантастический мир составляет основу нашей поэзии.» — объясняют музыканты.
Стиль
С музыкальной точки зрения Thronar смешивают симфо-пауэр-метал с эпическим блэк-металом. В обзоре второго альбома Unleash the Fire (2008) отмечается стилистическое и инструментальное сходство с группой Turisas. Стиль группы описывают также термином «Battle metal».
Лирика
Из-за того что большинство песен повествует о великих сражениях и средневековых войнах, группа решила назвать свою музыку «battle metal». В своём интервью группа заявляла, что группа Turisas опередила их с этим ярлыком. «Вся история Тронара — это самодельный миф, но он основан на книгах, которые мы читаем (Роберт Джордан, Джордж Мартин, Терри Гудкайнд).»
Дизайн обложек
Внешний вид
Музыканты носят боевую раскраску во время выступлений.

## История
Группа Thronar была основана под названием Cerberus в 1998 году гитаристами и вокалистами Отто ван Бойсеком и Реамоном Блумом и барабанщиком Йостом Вестдейком (из Bolthorn). Группа стала серьезней, когда к ней присоединились Наталия Хугкамер (клавишные) и Марин (вокал). Под названием Cerberus они выпустили две демозаписи: A Journey Must Begin... (1999) и One Man's Faith (2001). В 2002 году они сменили название на Thronar, потому что существовало много групп под названием Cerberus, и потому что они начали играть в другом стиле, от блэк-метала до викинг-метала.
Группа отметила, что на нее повлияла ранняя норвежская блэк-метал-сцена; они заявляют, что являются атеистами, хотя и уважают определенные формы сатанизма. Идеологически группа возвращается к старым мифам и мистицизму.
В 2003 году Thronar записали промо, состоящее из четырёх треков, в результате чего они подписали контракт с новообразованной Seven Kingdoms Records (ранее известной как Angelisc Records). Вскоре после этого вышел сплит с тремя другими группами из Арнема Arnhem Trolleymetaal (2003).
В 2005 году на лейбле Seven Kingdoms был выпущен дебютный альбом For Death and Glory, в который вошли все треки с промо 2003 года и три новых песни. Альбом получил положительные отзывы и несколько раз переиздавался.
Второй альбом Unleash the Fire был выпущен в 2008 году на Twilight Records.
Вскоре после того, как Ремон Блум покинул группу в начале 2009 года, Thronar прекратил свое существование.

## Участники
Последний состав
- Otto van Beusekom — гитара, вокал (1998–2009)
- Jarno Olinga — ударные (2005–2009)
- Kevin Olinga[комм. 1] — гитара (2007–2009)
- Nathalia Hoogkamer — клавишные (1999–2009)
- Bouke Braun — бас-гитара (1999–2009)

Бывшие участники
- Reamon Bloem[комм. 2] — гитара (1998–2009), вокал (1998–2006, 2008–2009)
- Joost Westdijk[комм. 3] — ударные (1999–2005)
- Koen de Graaf — вокал (2006–2008)
- Elwin Molenaar — ударные (2005)
- Nick — вокал
- Marin — вокал

## Дискография
Альбомы
- For Death and Glory (2005)
- Unleash the Fire (2008)

Прочее
- A Journey Must Begin... (1999) — демо, как Cerberus
- One Man's Fate (2001) — демо, как Cerberus
- Promo 2003 (2003) — демо
- Arnhem Trolleymetaal (2003) — сплит с группами Mortal Form, Non-Divine и Morgana-X